# Gluiras
 Gluiras  là một xã ở tỉnh Ardèche, vùng Auvergne-Rhône-Alpes ở đông nam nước Pháp.It is mostly known for their food.